# Giancarlo Alessandrelli
Giancarlo Alessandrelli (Senigallia, Provincia de Ancona, Italia, 4 de marzo de 1952) es un exfutbolista italiano. Se desempeñaba en la posición de guardameta.

## Clubes
| Club                | País   | Año       |
| ------------------- | ------ | --------- |
| Ternana Calcio      | Italia | 1972-1973 |
| A. C. Arezzo        | Italia | 1973-1974 |
| A. C. Reggiana      | Italia | 1974-1975 |
| Juventus F. C.      | Italia | 1975-1979 |
| Atalanta B. C.      | Italia | 1979-1982 |
| Rondinella Marzocco | Italia | 1982-1983 |
| A. C. F. Fiorentina | Italia | 1983-1984 |

## Palmarés

### Campeonatos nacionales
| Título      | Club           | País   | Año     |
| ----------- | -------------- | ------ | ------- |
| Serie A     | Juventus F. C. | Italia | 1976-77 |
| Serie A     | Juventus F. C. | Italia | 1977-78 |
| Copa Italia | Juventus F. C. | Italia | 1978-79 |

### Copas internacionales
| Título          | Club           | País   | Año     |
| --------------- | -------------- | ------ | ------- |
| Copa de la UEFA | Juventus F. C. | Italia | 1976-77 |